# Eupithecia morensata
Eupithecia morensata là một loài bướm đêm trong họ Geometridae.